# La Pucelle : Tactics
 (novembre 2018).
Si vous disposez d'ouvrages ou d'articles de référence ou si vous connaissez des sites web de qualité traitant du thème abordé ici, merci de compléter l'article en donnant les références utiles à sa vérifiabilité et en les liant à la section « Notes et références ».
La Pucelle : Tactics est un jeu vidéo de tactical RPG sorti en 2002  sur PlayStation 2 au Japon, en 2004 aux États-Unis et 2005 en France. C'est un jeu de stratégie au tour par tour, en 3D isométrique.

## Système de jeu
La zone de combat est une grille en vue isométrique, de formes et de tailles variantes. Les combats commencent avec un nombre et une place déterminés pour chaque ennemi, Dark Portals, qui sont dispersés sur la grille de jeu ainsi que pour le Base Panel (case de départ).
Le joueur commence en cliquant sur la case de départ, pour sortir les membres de son équipe un par un. Le combat procède comme beaucoup de tactical RPG au tour par tour, mais avec une différence notable : dès qu'une magie ou une attaque spéciale est envoyée, elle prend effet, alors que les attaques normales ne sont jouées qu'à la fin du tour ou lorsqu'elles sont déclenchées : il est possible d'en planifier plusieurs pour les déclencher en même temps et ainsi attaquer un ennemi avec plusieurs personnages.
Les Dark Portals apportent une vraie révolution dans la stratégie de jeu.
Ce sont des portails de couleurs en forme de losange (placés aléatoirement sur les cartes) desquels partent des flux d'énergie. En disposant ses propres personnages sur ces flux, il est possible de les orienter, tout comme un ennemi peut égaler le faire s'il est placé dessus.
On peut purifier un Dark Portal afin de le détruire provoquant aussi la destruction du flux qui en sort, et causant des dégâts à tous les ennemis placés dessus.
Si le flux partant d'un Dark Portal revient à son point de départ en ayant parcouru au moins 15 cases, il se produit un Miracle. Tout ennemi placé à l'intérieur du périmètre délimité par le flux recevra des dégâts très importants.
Les flux d'énergie peuvent fusionner s'il se rencontrent, modifiant ainsi la couleur du flux résultant (par exemple, un flux d'énergie rouge rencontrant un flux vert donnera un flux jaune).
La plupart des armes, armures et accessoires de La Pucelle : Tactics disposent d'éléments magiques, correspondants aux couleurs des Dark Portals. Si un personnage détruit un Dark Portal rouge, et qu'il est équipé d'une arme magique rouge, elle recevra beaucoup plus d'expérience que pour la destruction d'un Dark Portal d'une autre couleur. Cette expérience est fonction de la longueur du flux magique à la destruction du Dark Portal.
Pour augmenter la puissance de ses armes, il faut obligatoirement purifier les Dark Portals, d'où leur intérêt stratégique.
Dernière chose concernant ces portails : s'ils ne sont pas détruits rapidement, il en sortira à intervalles réguliers de nouveaux ennemis, corsant encore la difficulté de terminer la carte.
Les Dark Portals augmentent énormément le côté stratégique de La Pucelle : Tactics.
Selon les cartes et son style de jeu, on peut soit se précipiter sur eux afin d'empêcher l'apparition de nouveaux ennemis, ou bien calculer précisément quel personnage détruira quel Dark Portal, après avoir judicieusement disposé ses autres personnages le long du flux pour qu'il soit le plus long possible, et emmagasiner le plus d'expérience possible pour ses armes.
On peut aussi tenter des Miracles, qui peuvent s'avérer particulièrement difficiles selon la topologie des cartes, mais qui rapportent une quantité d'expérience fabuleuse à qui sait les réaliser.